# Nuoto ai campionati europei di nuoto 2014 - 200 metri rana maschili
La gara dei 200 metri rana maschili degli Europei 2014 si è svolta il 20-21 agosto. Le qualifiche per la semifinale si sono svolte la mattina del 20 agosto 2014, mentre la semifinale si è svolta la sera dello stesso giorno. La finale, invece, si è svolta la sera del 21 agosto 2014.

## Medaglie
| Posizione | Atleta           | Paese       |
| --------- | ---------------- | ----------- |
| Oro       | Marco Koch       | Germania    |
| Argento   | Ross Murdoch     | Regno Unito |
| Bronzo    | Giedrius Titenis | Lituania    |

## Record
Prima della manifestazione il record del mondo (RM), il record europeo (EU) e il record dei campionati (RC) erano i seguenti.
| Record mondiale       | 2'07"01 | Akihiro Yamaguchi Giappone | 15 settembre 2012 Gifu, Giappone     |
| Record europeo        | 2'07"23 | Dániel Gyurta Ungheria     | 2 agosto 2013 Barcellona, Spagna     |
| Record dei campionati | 2'08"60 | Dániel Gyurta Ungheria     | 24 maggio 2012 Debrecen, Paesi Bassi |

Durante la competizione sono stati migliorati i seguenti record:
| Data      | Evento | Atleta     | Nazione  | Tempo   | Record                |
| --------- | ------ | ---------- | -------- | ------- | --------------------- |
| 21 agosto | Finale | Marco Koch | Germania | 2'07"47 | Record dei campionati |

## Risultati

### Batterie
| Pos. | Batteria | Corsia | Atleta               | Nazionalità   | Tempo   | Note             |
| ---- | -------- | ------ | -------------------- | ------------- | ------- | ---------------- |
| 1    | 3        | 4      | Marco Koch           | Germania      | 2'09"11 | Q                |
| 2    | 4        | 5      | Andrew Willis        | Regno Unito   | 2'09"91 | Q                |
| 3    | 2        | 2      | Ilya Khomenko        | Russia        | 2'10"78 | Q                |
| 4    | 4        | 4      | Ross Murdoch         | Regno Unito   | 2'11"15 | Q                |
| 5    | 2        | 5      | Giedrius Titenis     | Lituania      | 2'11"83 | Q                |
| 6    | 4        | 7      | Kirill Prigoda       | Russia        | 2'11"92 | Q                |
| 7    | 2        | 3      | Laurent Carnol       | Lussemburgo   | 2'12"34 | Q                |
| 8    | 3        | 5      | Adam Peaty           | Regno Unito   | 2'12"40 |                  |
| 9    | 3        | 3      | Luca Pizzini         | Italia        | 2'12"44 | Q                |
| 10   | 2        | 6      | Grigory Falko        | Russia        | 2'12"47 |                  |
| 11   | 3        | 7      | Mikolaj Machnik      | Polonia       | 2'12"56 | Q                |
| 12   | 2        | 4      | Matti Mattsson       | Finlandia     | 2'12"75 | Q                |
| 13   | 4        | 3      | Alexander Palatov    | Russia        | 2'13"14 |                  |
| 14   | 2        | 7      | Dmytro Oseledets     | Ucraina       | 2'13"35 | Q                |
| 15   | 3        | 6      | Thomas Dahlia        | Francia       | 2'13"59 | Q                |
| 16   | 3        | 0      | Yannick Käser        | Svizzera      | 2'13"87 | Q                |
| 17   | 4        | 2      | Erik Persson         | Svezia        | 2'13"90 | Q                |
| 18   | 4        | 1      | Melquíades Álvarez   | Spagna        | 2'14"10 | Q                |
| 19   | 3        | 2      | Quentin Coton        | Francia       | 2'14"21 | Q                |
| 20   | 4        | 8      | Igor Kozlovskij      | Lituania      | 2'14"36 |                  |
| 21   | 2        | 9      | Jeremy Desplanches   | Svizzera      | 2'14"47 |                  |
| 22   | 4        | 0      | Nicholas Quinn       | Irlanda       | 2'14"82 |                  |
| 23   | 1        | 3      | Christoph Meier      | Liechtenstein | 2'14"97 |                  |
| 24   | 3        | 8      | Valeriy Dymo         | Ucraina       | 2'15"79 |                  |
| 25   | 1        | 7      | Sverre Næss          | Norvegia      | 2'15"82 |                  |
| 26   | 1        | 1      | Bogdan Knežević      | Serbia        | 2'16"03 | Record nazionale |
| 27   | 3        | 1      | Carlos Almeida       | Portogallo    | 2'16"10 |                  |
| 28   | 1        | 8      | Martin Allikvee      | Estonia       | 2'16"22 |                  |
| 29   | 3        | 9      | Patrik Schwarzenbach | Svizzera      | 2'16"38 |                  |
| 30   | 1        | 5      | Martti Aljand        | Estonia       | 2'16"71 |                  |
| 31   | 1        | 6      | Irakli Bolkvadze     | Georgia       | 2'16"84 |                  |
| 32   | 4        | 9      | Gal Nevo             | Israele       | 2'16"89 |                  |
| 33   | 4        | 6      | Tomáš Klobučník      | Slovacchia    | 2'17"25 |                  |
| 34   | 2        | 0      | Antonin Svěcený      | Rep. Ceca     | 2'17"59 |                  |
| 35   | 1        | 4      | Jakub Maly           | Austria       | 2'18"35 |                  |
| 36   | 1        | 2      | Alpkan Örnek         | Turchia       | 2'18"55 |                  |
| 37   | 2        | 8      | Maksym Shemberev     | Ucraina       | 2'19"40 |                  |
| —    | 2        | 1      | Dan Sweeney          | Irlanda       |         | DSQ              |

### Semifinali

#### Semifinali 1
| Pos. | Corsia | Atleta         | Nazionalità | Tempo   | Note |
| ---- | ------ | -------------- | ----------- | ------- | ---- |
| 1    | 5      | Ross Murdoch   | Regno Unito | 2'08"65 | Q    |
| 2    | 4      | Andrew Willis  | Regno Unito | 2'08"93 | Q    |
| 3    | 6      | Luca Pizzini   | Italia      | 2'10"90 | Q    |
| 4    | 3      | Kirill Prigoda | Russia      | 2'11"26 | Q    |
| 5    | 2      | Matti Mattsson | Finlandia   | 2'12"93 |      |
| 6    | 1      | Erik Persson   | Svezia      | 2'13"09 |      |
| 7    | 7      | Thomas Dahlia  | Francia     | 2'13"29 |      |
| 8    | 8      | Quentin Coton  | Francia     | 2'13"61 |      |

#### Semifinali 2
| Pos. | Corsia | Atleta             | Nazionalità | Tempo   | Note |
| ---- | ------ | ------------------ | ----------- | ------- | ---- |
| 1    | 4      | Marco Koch         | Germania    | 2'08"83 | Q    |
| 2    | 5      | Ilya Khomenko      | Russia      | 2'10"00 | Q    |
| 3    | 3      | Giedrius Titenis   | Lituania    | 2'10"05 | Q    |
| 4    | 6      | Laurent Carnol     | Lussemburgo | 2'11"89 | Q    |
| 5    | 7      | Dmytro Oseledets   | Ucraina     | 2'12"27 |      |
| 6    | 2      | Mikolaj Machnik    | Polonia     | 2'12"98 |      |
| 7    | 8      | Melquíades Álvarez | Spagna      | 2'14"62 |      |
| 8    | 1      | Yannick Käser      | Svizzera    | 2'14"67 |      |

### Finale
| Pos. | Corsia | Atleta           | Nazionalità | Tempo   | Note                  |
| ---- | ------ | ---------------- | ----------- | ------- | --------------------- |
|      | 5      | Marco Koch       | Germania    | 2'07"47 | Record dei campionati |
|      | 4      | Ross Murdoch     | Regno Unito | 2'07"77 |                       |
|      | 2      | Giedrius Titenis | Lituania    | 2'08"93 |                       |
| 4    | 3      | Andrew Willis    | Regno Unito | 2'09"19 |                       |
| 5    | 6      | Ilya Khomenko    | Russia      | 2'10"36 |                       |
| 6    | 7      | Luca Pizzini     | Italia      | 2'10"93 |                       |
| 7    | 8      | Laurent Carnol   | Lussemburgo | 2'12"50 |                       |
| 8    | 1      | Kirill Prigoda   | Russia      | 2'12"96 |                       |